# Sint-Job-in-’t-Goor
Sint-Job-in-’t-Goor (fr. Saint-Job-in-’t-Goor) – dzielnica (deelgemeente) gminy Brecht w Belgii, w Regionie Flamandzkim, w prowincji Antwerpia, w okręgu Antwerpia. 1 stycznia 2020 roku liczyła 8605 mieszkańców. Do 31 grudnia 1976 samodzielna gmina.

## Demografia
Liczba mieszkańców, stan na 1 stycznia:
| Rok                | 1900 | 1930 | 1970 | 2020 |
| ------------------ | ---- | ---- | ---- | ---- |
| Liczba mieszkańców | 525  | 1123 | 3288 | 8605 |